# Graham Hopkins
Graham Hopkins (ur. 20 grudnia 1975 w Dublinie) – irlandzki perkusista. Hopkins znany jest przede wszystkim z występów w grupie muzycznej Therapy?.

## Życiorys

### Początki kariery wraz z My Little Funhouse
Hopkins urodził się w Dublinie, a następnie przeprowadził wraz ze swoją muzykalną rodziną (jego ojciec Des, także jest perkusistą) do Clane, w hrabstwie Kildare. W takim środowisku, już w wieku czterech lub pięciu lat, rozpoczął naukę gry na perkusji. W 1993 roku porzucił szkołę aby przyłączyć się do lokalnego zespołu My Little Funhouse. Po podpisaniu kontraktu z wytwórnią Geffen Records, zespół rozpoczął koncerty promujące ich debiutancki album Standunder, w większości w Stanach Zjednoczonych. W tym czasie zespół występował u boku takich artystów jak Guns N’ Roses czy The Ramones. W tym czasie wszyscy muzycy przeprowadzili się do Los Angeles, gdzie rozpoczęli nagrywanie drugiego albumu. Niestety zadanie to zakończyło się niepowodzeniem i zespół przestał istnieć.

### Występy z uznanymi artystami

#### Therapy?
Hopkins powrócił do Irlandii (tym razem na jej północną część), przyłączając się do popularnego wówczas zespołu Therapy? w 1996 i nagrał z nimi trzy płyty oraz album „best of”. Jego pierwszy występ z Therapy? odbył się podczas IRMA Awards w Hotelu Burlington w Dublinie 29 marca 1996. Ostatni koncert zespołu z udziałem Hopkinsa odbył się 8 grudnia 2001 roku.

#### Gemma Hayes
Będąc rozczarowany kierunkiem rozwoju muzycznego wybranego przez zespół Therapy?, Graham opuścił zespół w styczniu 2002 i natychmiast został zatrudniony przez zespół, który prowadziła Gemma Hayes. Koncertował wraz Gemmą Hayes przez niemal rok – promując jej najlepszy jak dotychczas album Night on My Side.

#### Halite
Hopkins rozpoczął karierę wraz ze swoim własnym zespołem Halite, z którym nagrał dwie płyty. Halite zagrali wiele koncertów, włączając w to otwarcie koncertów Slane Concert w 2003 roku, w którym uczestniczyli także Red Hot Chili Peppers oraz Foo Fighters.

#### Boss Volenti
Hopkins był także członkiem dublińskiego zespołu Boss Volenti. Grał z nimi na ich debiutanckiej płycie wydanej w 2006 roku, a opuścił w roku 2008, zaraz po ich występie w Electric Picnic 2008.

#### The Cake Sale
Za sprawą organizacji Oxfam Hopkins wystąpił w 2006 na albumie charytatywnym, The Cake Sale.

#### Snow Patrol oraz Dolores O’Riordan
Początek 2007 roku Hopkins spędził jako perkusista zespołu Snow Patrol w serii ich koncertów w Europie, Australii oraz Nowej Zelandii. Nagrał także z Dolores O’Riordan jej debiutancki solowy album, Are You Listening? w 2007, a następnie koncertował wraz z nią, promując ten album.

#### Once
Hopkins zagrał także na soundtracku do nagrodzonego Oscarem za najlepszą piosenkę filmu muzycznego Once. Zagrał na perkusji w kilku utworach wraz z Glenem Hansardem z zespołu The Frames oraz Markétą Irglovą. Następnie odbył z nimi serię koncertów pod nazwą The Swell Season, a skład zespołu został uzupełniony członkami The Frames.

#### Inni
Obecnie Graham pozostaje bardzo aktywny zawodowo udzielając się zarówno na rynku irlandzkim jak i międzynarodowym. Artyści i zespoły, z którymi współpracował ostatnio, to The Frames, David Kitt, Mundy, The Reindeer Section, Alphastates, Autamata, Ann Scott, Josh Ritter, Jape, Q, The Pale, Pugwash, Miriam Ingram, Paula Toledo, Ferghal McKee.

## Wybrana dyskografia
Therapy?
- Semi-Detached 1998
- Suicide Pact-You First 1999
- So Much For the Ten Year Plan 2000
- Shameless 2001
- Music Through A Cheap Transistor 2007

The Frames
- Dance the Devil 1999
- Burn the Maps 2004
- The Cost 2006

David Kitt
- Square 1 2003
- Not Fade Away 2006

Dolores O’Riordan
- Are You Listening? 2007

Jape
- The Monkeys in the Zoo Have More Fun Than Me 2005

Miriam Ingram
- Trampoline 2006

Boss Volenti
- Boss Volenti 2006

Ann Scott
- We're Smiling 2006

The Cake Sale
- The Cake Sale 2006

Once
- Once, soundtrack to the film 2007